# Stefan Treugutt

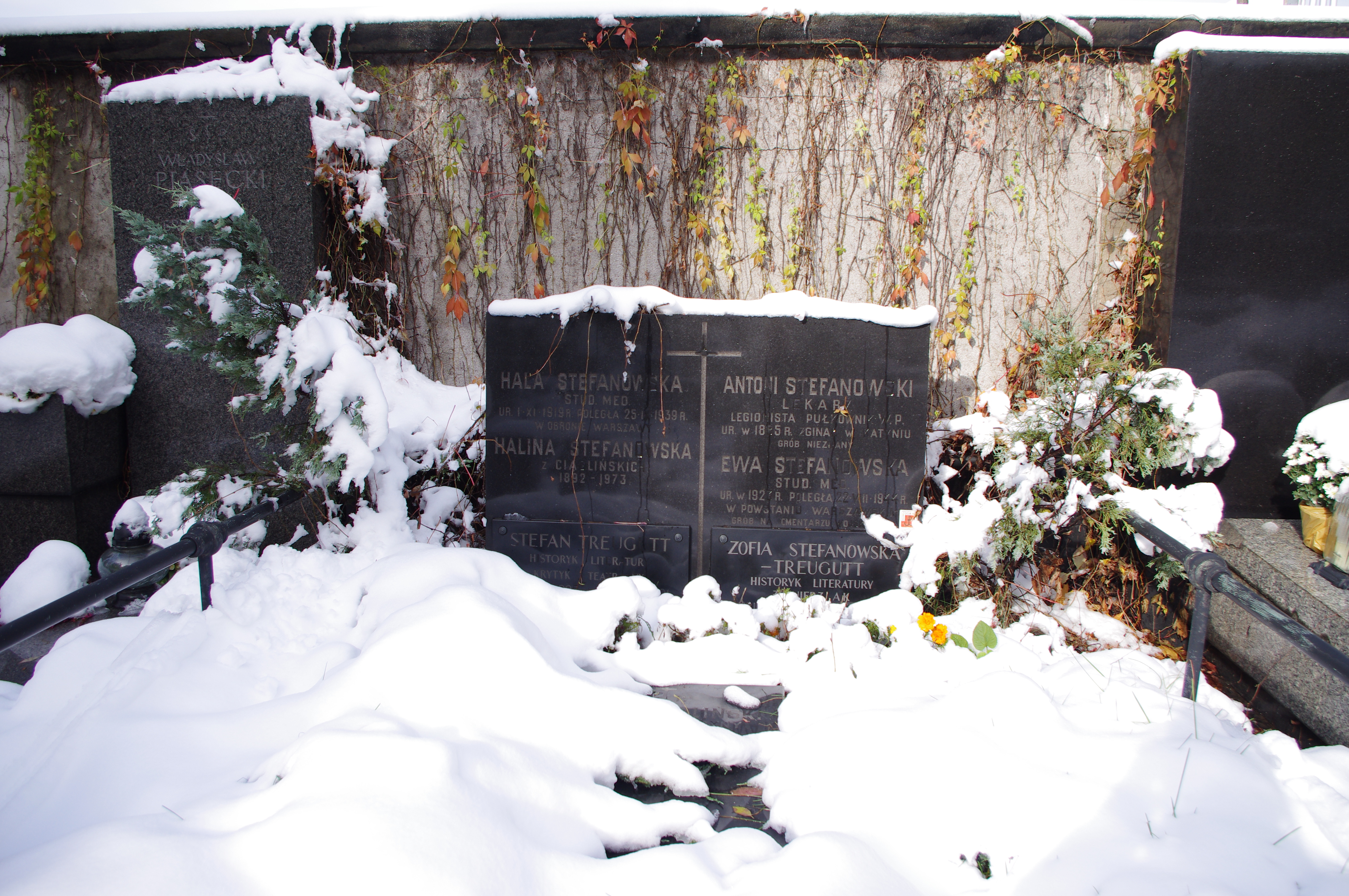
Grób historyków literatury Stefana Treugutta i Zofii Stefanowskiej-Treugutt oraz symboliczny grób lekarza i legionisty Antoniego Stefanowskiego, zamordowanego w Katyniu, na Starych Powązkach w Warszawie

Stefan Treugutt (ur. 17 kwietnia 1925 w Mogielnicy, zm. 8 lipca 1991 w Warszawie) – polski krytyk teatralny, historyk literatury polskiej.
Pracownik naukowy (docent) Instytutu Badań Literackich PAN. W latach 60. popularna osobowość telewizyjna jako autor wprowadzeń do spektakli Teatru Telewizji wygłaszane na żywo. Badacz epoki romantyzmu i mitu Napoleona Bonaparte, znawca twórczości Juliusza Słowackiego.

## Lata młodości i edukacja
Urodził się w nauczycielskiej rodzinie. Był synem Sylweriusza (1898–1984) i Janiny z Tomassich (1896–1970). W 1931 rozpoczął naukę w szkole powszechnej w Mogielnicy, od 1932 uczył się w Białymstoku a od 1933 w Drohiczynie. W 1937 został uczniem gimnazjum. W 1939 po zajęciu ziem wschodnich przez ZSRR kontynuował naukę w dziewięcioletniej szkole radzieckiej w Hajnówce. W tym okresie należał do Komunistycznego Związku Młodzieży Zachodniej Białorusi. Po zajęciu tych terenów przez Niemcy pracował jako robotnik kolejowy, nauczyciel i pisarz gminny.
Po wyzwoleniu ukończył Państwowe Liceum Humanistyczne w Siematyczach, a w czerwcu 1945 zdał maturę, aby potem studiować polonistykę na Uniwersytecie Warszawskim. W roku 1950 uzyskał magisterium, zaś w 1956 stopień kandydata nauk filologicznych na podstawie rozprawy Młodość pisarska Słowackiego, której promotorem był Stefan Żółkiewski. Habilitował się w 1964 na podstawie rozprawy «Beniowski». Kryzys indywidualizmu romantycznego.
W latach 1953–1981 członek PZPR. I sekretarz POP PZPR w Instytucie Badań Literackich. W 1990 wstąpił do ROAD.

## Praca naukowa
Jako historyk literatury zadebiutował w 1950 artykułem O postępowości Słowackiego w Pamiętniku Literackim. W latach 1951–1953 odbywał aspiranturę w Instytucie Badań Literackich PAN, gdzie został w 1954 adiunktem, zaś w 1964 docentem. W 1965 został członkiem komitetu redakcyjnego wydawnictwa Obraz literatury polskiej XIX i XX wieku. Od 1966 do 1985 prowadził wykłady i seminarium z romantyzmu i literatury współczesnej na Uniwersytecie Warszawskim. W latach 1968–1982 zastępca dyrektora do spraw naukowych IBL PAN. Jako wicedyrektor, chronił IBL PAN przed czystkami związanymi z Marcem 1968. Był również członkiem Rady Naukowej IBL (1969–1983) i Komitetu Nauk o Literaturze Polskiej (1969–1980). W 1971 został kierownikiem Działu Wydawnictw IBL PAN. Od 1972 do 1981 członek redakcji dwumiesięcznika „Teksty”, publikując artykuły i szkice. W 1977 wszedł w skład rady redakcyjnej serii wydawniczej Literary Studies in Poland, w której pracował do 1990. W 1981 wybrany na członka Komitetu Nauk Historycznych PAN. W latach 1981–1990 wykładał w Państwowej Wyższej Szkole Teatralnej w Warszawie. W 1987 został członkiem Pracowni Psychosocjologii Literatury.

## Praca w teatrze i jako krytyka teatralnego
Pierwsze recenzje i interpretacje dramatów publikował w czasie studiów polonistycznych w czasopismach „Wieś” i „Nowa Kultura”. Jeszcze przed magisterium był kierownikiem literackim filii Teatru Domu Wojska Polskiego „Placówka” (w 1948) oraz Państwowego Teatru Powszechnego w Łodzi (od stycznia do września 1950). W latach 1951–1952 wykładał historię teatru europejskiego w Szkole Partyjnej przy KC PZPR. Od września 1952 kierownik działu kulturalnego „Przeglądu Kulturalnego”, w którym regularnie publikował recenzje przedstawień i omówienia książek poświęconych problemom teatru. Tam również w 1955 rozpoczął prowadzenie rubryki „Teatr wyobraźni”, w której zamieszczał interpretacje niegranych dramatów. W 1964 został konsultantem a później kierownikiem literackim Teatru Polskiego w Warszawie. Do ustąpienia z tego stanowiska w 1970 nie pisał recenzji teatralnych, później tylko sporadycznie. Publikował również teksty rocznicowe i wspomnienia o ludziach teatru. Prowadził wykłady i seminaria z dramatu współczesnego na Uniwersytecie Warszawskim. Napisał scenariusz i komentarz (mówiony przez niego) do telewizyjnego filmu dokumentalnego Godzina teatru (1966) oraz komentarz do filmu dokumentalnego Hanuszkiewicz (1971) w reżyserii Jerzego Ziarnika. Wygłaszał w telewizji wprowadzenia do spektakli Teatru Telewizji.

## Życie prywatne
Był mężem Zofii Stefanowskiej-Treugutt, historyka literatury. Mieli dwójkę dzieci – córkę Ewę Werpachowską (ur. 1949) i syna Jana.
Zmarł w Warszawie, pochowany na cmentarzu Powązkowskim (kwatera Pod murem V-1-64,65).

## Publikacje
- Juliusz Słowacki – poeta romantyczny (przed 1959)
- „Beniowski”. Kryzys indywidualizmu romantycznego (1964)
- Geniusz wydziedziczony. Studia romantyczne i napoleońskie (1993)
- Pożegnanie teatru (2001 pośmiertnie, pod red. Marii Prussak)

## Ordery i odznaczenia
- Krzyż Kawalerski Orderu Odrodzenia Polski (1974)
- Złoty Krzyż Zasługi (11 lipca 1955)[7]
- Medal 10-lecia Polski Ludowej (11 stycznia 1955)[8]
- Medal Komisji Edukacji Narodowej (1973)[4]

## Upamiętnienie
W 2001 po raz pierwszy wręczono Nagrodę im. Stefana Treugutta przyznawaną przez Sekcję Polską Międzynarodowego Stowarzyszenia Krytyków Teatralnych twórcom Teatru Telewizji.